# Leo Sternbach

Leo Sternbach (1991)

Leo Henryk Sternbach (* 7. Mai 1908 in Abbazia, Österreich-Ungarn; † 28. September 2005 in Chapel Hill, North Carolina) war ein US-amerikanischer Chemiker und Pharmazeut. Er wurde vor allem als Entdecker wie Entwickler des Medikaments Valium bekannt.

## Leben

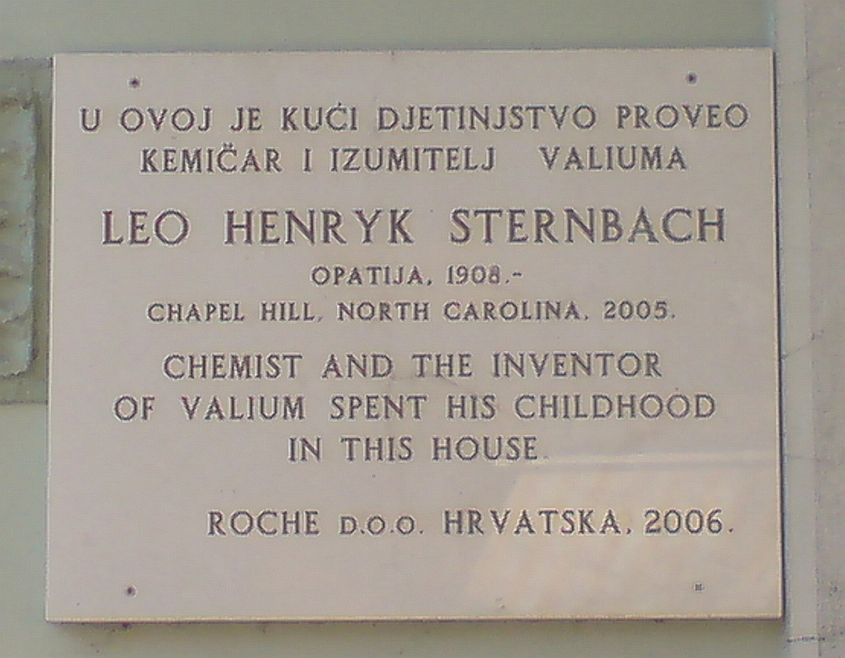
Erinnerungstafel in Opatija

Der Sohn eines jüdisch-galizischen Apothekers und einer jüdischen Ungarin studierte an der Jagiellonen-Universität in Krakau erst Pharmazie, dann Chemie, worin er 1931 promoviert wurde und bis 1936 als wissenschaftlicher Mitarbeiter tätig war. Im Jahr 1937 zog er in die Schweiz, wo er anfangs Assistent von Leopold Ružička an der ETH Zürich war und dann 1940 zum Pharmaunternehmen Hoffmann-La Roche nach Basel wechselte.
1941 übersiedelte er in die USA, wo er weiterhin für Hoffmann-La Roche tätig war. Sternbach entwickelte mehr als 240 Arzneimittel zur Patentreife, die bekanntesten darunter sind 1960 Librium und 1963 Valium aus der Stoffklasse der Benzodiazepine sowie Flurazepam (Handelsname Dalmadorm oder Staurodorm), Nitrazepam (Mogadan), Flunitrazepam (Rohypnol), Clonazepam (Rivotril) und Trimethaphan (Arfonad). Jedes fünfte Roche-Patent trug den Namen Sternbach.
1971 erhielt er ein Ehrendoktorat der Technischen Hochschule Wien. 1979 wurde er mit dem ACS Award for Creative Invention der American Chemical Society ausgezeichnet.
Im Jahr 1973 wurde Sternbach pensioniert, er forschte jedoch weiterhin bis wenige Jahre vor seinem Tod in seinem Labor in Nutley (New Jersey).

## Filme
- Leo Sternbach – Eine Liebe zur Chemie (Rolf Lyssy, 1999)